# Ernesto Escapa
Ernesto Escapa Gutiérrez (Carrocera, León, 12 de febrero de 1954-Valladolid, 18 de octubre de 2019) fue un gestor cultural, periodista, crítico literario, escritor y editor español.

## Literatura, divulgación cultural y periodismo
Siendo estudiante universitario, ganó ex aequo el premio nacional literario ANUE con su novela Huida a tres por cuatro. En las décadas de 1970 y 80, junto a otros intelectuales leoneses, fue un activo colaborador de periódicos como Ceranda y se vio envuelto en numerosas polémicas (e, incluso, denuncias judiciales) por sus columnas y artículos. Su escritura abandonó la ficción y se centró en el periodismo, el columnismo, el ensayo, la divulgación y la literatura de viajes, con asuntos casi siempre vinculados a Castilla y León, como los reportajes dedicados al Camino de Santiago (que le hicieron ganar el premio de Periodismo de la Fundación del Patrimonio en 2004) o al río Duero (Guía del Duero/Douro, Edical, 2005; Corazón de roble, viaje por el Duero desde Urbión a Oporto, Junta de Castilla y León, 2009; reedición en Gadir, 2011). Su último libro publicado en vida fue una recopilación de artículos periodísticos sobre el escritor Miguel Delibes titulado El siglo de Delibes y publicado por el periódico El Mundo de Castilla y León. Su enfermedad le impidió concluir la serie de artículos que estaba dedicando a Francisco Umbral en las páginas del mismo periódico y que pensaba reunir en un libro titulado El siglo de Umbral.
Otras obras suyas son Citas de Pasión, sobre la Semana Santa en Castilla y León (Edical, 2006), Rincones mágicos (Edical, 2008), Grandes monasterios (Edical, 2008), Tierra de horizontes, sobre la provincia de Valladolid (Diputación de Valladolid, 2009) y Pueblos en la naturaleza (Edical, 2009).
Escribió en medios nacionales como Informaciones, Pueblo y El País, y fue columnista habitual de los periódicos de Castilla y León (Diario de León, Diario de Valladolid, Diario de Burgos...), donde destacó como columnista político. También fue asiduo colaborador de distintos medios audiovisuales de Castilla y León, como la Radio Televisión de Castilla y León (RTVCyL), para la que trabajó los últimos diez años de su vida. Su firma también apareció en publicaciones periódicas de carácter cultural o generalista, como la revista Turia, Triunfo o La Estafeta Literaria, entre otras muchas.

## Edición, administración y gestión cultural
Con el primer presidente de Castilla y León, el socialista Demetrio Madrid, Escapa fue jefe de gabinete del consejero de Educación y Cultura, Justino Burgos.
Entre 1988 y 2006 fue director de la editorial Ámbito, dedicada a la promoción de temas relacionados con Castilla y León. En 1989, durante la dirección de Escapa, la editorial Ámbito ganó el Premio Castilla y León de Ciencias Sociales y Humanidades.
Como gestor cultural, estuvo relacionado con instituciones como la Fundación Siglo y la Fundación Villalar. Colaboró con el Instituto Castellano y Leonés de la Lengua en diferentes proyectos; entre otros, en la organización y edición de los Congresos de la Literatura en Castilla y León de 1985 y 2003 y en la edición de sus actas.

## Enfermedad y muerte
Murió en Valladolid, a causa de un cancer de pulmón, detectado un mes antes de su óbito. Fue velado en el tanatorio Las Contiendas de Valladolid y su funeral y entierro se celebraron en Trigueros del Valle, pueblo de la provincia de Valladolid en el que residía. El presidente de Castilla y León, Alfonso Fernández Mañueco, y numerosas personalidades de la política, el periodismo y la cultura de la región mostraron públicamente sus condolencias.

## Premios y reconocimientos
- 1973: Premio literario ANUE (Asociación Nacional de Estudiantes Universitarios).
- 2000: Académico de Honor de la Real Academia de Bellas Artes de la Purísima Concepción de Valladolid.
- 2004: Premio de Periodismo de la Fundación del Patrimonio por sus reportajes sobre el Camino de Santiago.